# Van Goltstein

Van Goltstein (ook: Van Goltstein van Hoekenburg) is een geslacht waarvan leden sinds 1814 tot de Nederlandse adel behoren en waarvan de Nederlandse tak in 1934 uitstierf.

## Geschiedenis
De stamreeks begint met Hendrik Goltstein tot Crüchtingen en Niederempt, die, na de verkoop van Crüchtingen op Niederempt woonde en in 1470 lid werd van de ridderschap van het Overkwartier. Bij Souverein Besluit van 28 augustus 1814 volgde voor nazaten benoeming in de ridderschap waarmee leden van het geslacht tot de adel van het koninkrijk gingen behoren. Bij KB van 15 maart 1817 volgde voor nazaten erkenning te behoren tot de Nederlandse adel. Vanaf 1 april 1820 vond voor leden van het geslacht erkenning van de titel van baron plaats. In 1934 stierf de Nederlandse tak van het geslacht uit met de grootmoeder van Hans van Mierlo (D66).

## Enkele telgen

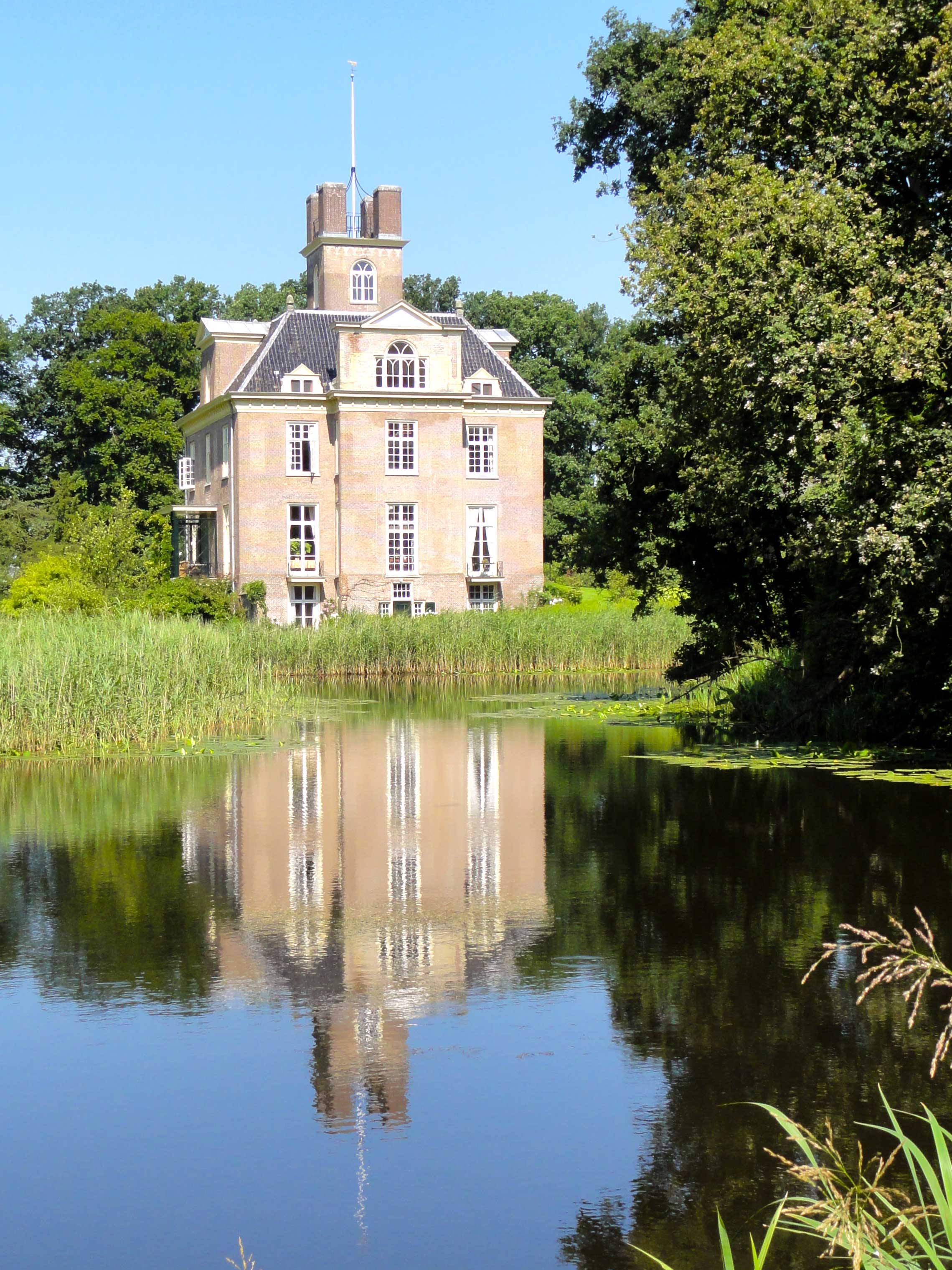
Kasteel Oldenaller

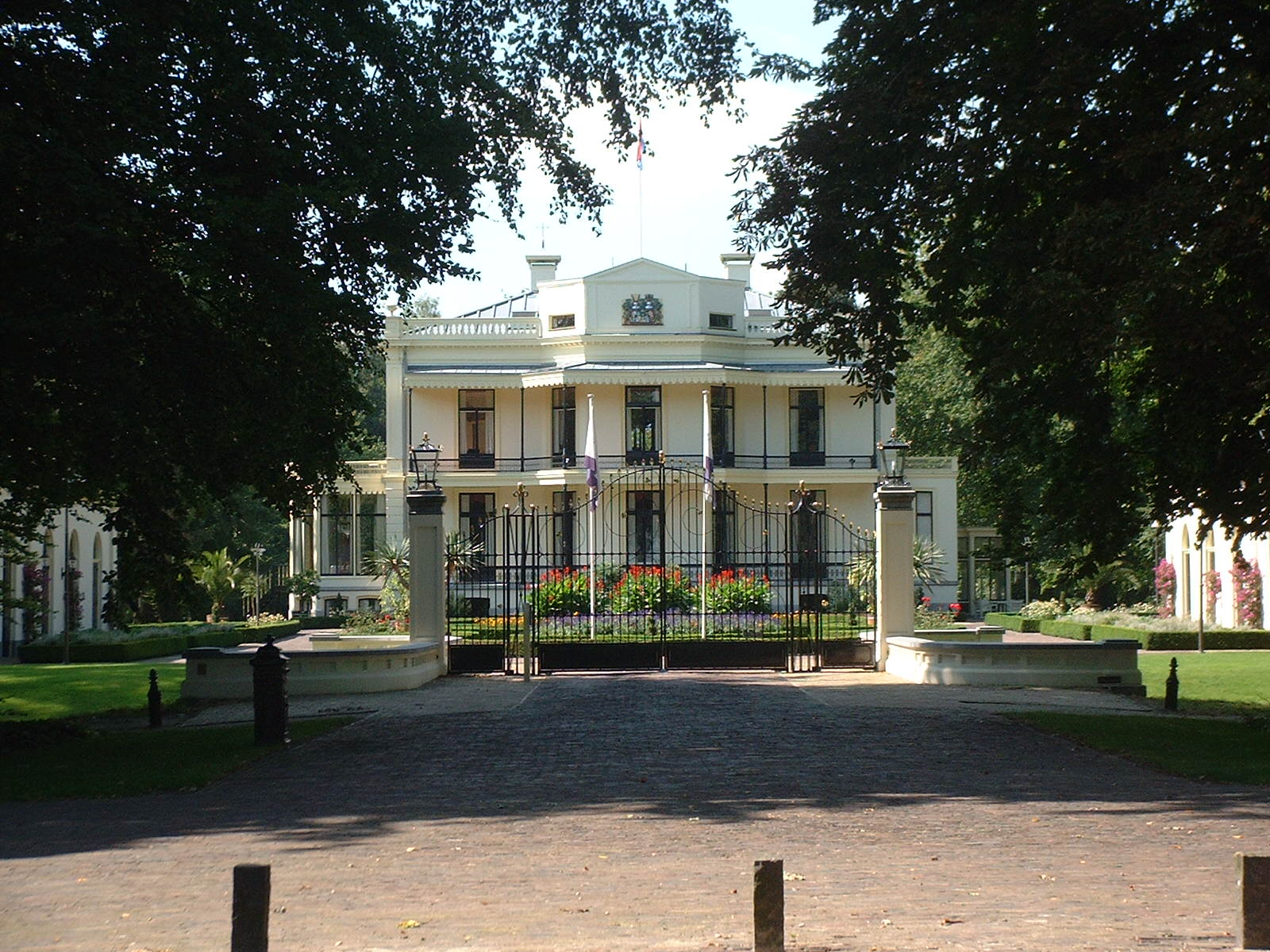
Kasteel De Vanenburg

Johan Goltstein, heer van Niederempt en Middeldorp (†1544), krijgsheer van Karel van Gelre, stadhouder van de hertog in Dokkum, burggraaf van Nijmegen en schepen van Zutphen.
- Willem van Goltstein, heer van Niederempt en Middeldorp (†1565); trouwde met Catharina van Meeckeren vrouwe van Brandsenburg, dochter van Rense van Meeckeren en Elisabeth Schulle, vrouwe van Brandsenburg
  - Johan van Goltstein, heer van Brandsenburg, lid ridderschap Nijmegen 1595-1616; trouwde met Geertruid de Cocq van Delwijnen
    - Adriaan Johan van Goltstein, heer van Blijwerve; trouwde met Catharina van Brakell tot Kermestein
      - Geertuida Dorothea van Goltstein, vrouwe van Blijwerve; trouwde op 5 december 1679 met Johan Baptista van den Heuvel tot Beichlingen gezegd Bartolotti, heer van Hoekenburg en Rijnenburg (1644-1703), eigenaar van Huis Bartolotti, baljuw en dijkgraaf van de Bijlmermeer, voornaam koopman en bankier te Amsterdam.[1][2]

    - Willem van Goltstein (1590-1662), lid ridderschap Nijmegen 1614-1620; trouwde met Anna Magdalena de Houck, Johanna de Ruyter en Hadewich van Steenhuijs
      - Joost van Goltstein, heer van Hoekenburg (†1682), heemraad van Nederbetuwe; trouwde met Maria de Bedarides († 1705), leenvrouwe van het Ingensche Veer tot 1703, dochter van Daniel de Bedarrides (†1671), luitenant-kolonel in staatse dienst, garnizoenscommandant te Rhenen en Elisabeth (Elsabé) van Gelder, vrouwe van Geldersweert (1610-1678)
        - Steven van Goltstein, heer van Hoekenburg (†1725), kapitein in Statendienst
          - Joost Jan Simon van Goltstein van Hoekenburg, op Folkerda (1703-?); trouwde met Geertruid Juvetta Clant van Scharmer
            - Steven Adolph Joseph van Goltstein van Hoekenburg, op Holwinde (1734-1797); trouwde in 1758 met Aleida Ernestina Edmunda baronesse Ripperda († 1766), erfvrouwe van Koudekerk en Poelgeest, dochter van Ludolph Luirdt baron Ripperda, heer van Jensema, Englumborg, Poelgeest en Koudekerk, Spaans ambassadeur te Wenen en Maria Isabella baronesse van Ewsum tot Mensinge
              - Jhr. Josephus Joannes van Goltstein van Hoekenburg (1765-1819)
                - Joannes Hermanus Winoldus Eugenius Walradus Theodorus baron van Goltstein van Hoekenburg (1793-1835), page van koning Lodewijk Napoleon en van keizer Napoleon, ritmeester kurassiers
                  - Adolph Ernest Alexander baron van Goltstein van Hoekenburg (1828-1901), notaris te Oosterhout, lid provinciale staten van Noord-Brabant
                    - Oliviera Maria Anna Barbara barones van Goltstein van Hoekenburg (1864-1934), laatste telg van het geslacht; trouwde in 1889 Jacobus Johannes van Mierlo (1862-1941), mede-oprichter en lid firma Van Mierlo & Zoon, kassiers en commissionairs in effecten te Breda
                      - Antonius Alphonsus Marie van Mierlo (1902-1977), lid firma Van Mierlo & Zn., directeur N.V. Ettense Steenfabriek
                        - Mr. Henricus Antonius Franciscus Maria Oliva van Mierlo (1931-2010), oprichter van Democraten 66, lid Tweede Kamer der Staten-Generaal, minister van defensie, lid Eerste Kamer der Staten-Generaal

                  - Wilhelmina Maria Henriëtta Ernestina barones van Goltstein van Hoekenburg (1829-1903); trouwde in 1852 met mr. Ernestus Schade van Westrum (1825-1859), burgemeester van Ubbergen
- Jacob van Goltstein (†1569), schepen en raad te Zutphen, wildforster van Wilp en Twello
  - Johan van Goltstein (†1623), burgemeester van Harderwijk en de Veluwe, richter van Arnhem en Veluwezoom
    - Reinier van Goltstein, heer van Doorn (†1641), kapitein
      - Philip van Goltstein, heer van Doorn en den Dam (1630-1675), in de ridderschap van Zutphen
        - Mr. Evert Jan Benjamin van Goltstein, heer van Grunsfort en Groot Appel (1664-1744), burgemeester van Lochem en Zutphen
          - Mr. Philip Hendrik van Goltstein, heer van Grunsfort, Groot Appel en Oldenhave (1715-1775), burgemeester van Wageningen; trouwde in 1745 met Judith Margaretha van Essen, vrouwe van Vanenburg (1720-1793), dochter van Lucas Willem van Essen, heer van Vanenburg, enz.
            - Jhr. Evert Jan Benjamin van Goltstein, heer van Grunsfort (tot 1777), Groot Appel, Oldenhave en Vanenburg (1751-1816), drost te Hedel, burgemeester en drost van Wageningen
              - Hendrik Rudolph Willem baron van Goltstein, heer van Oldenaller (1790-1861), lid Eerste Kamer der Staten-Generaal, opperjagermeester van de koning
                - Anna Frederica Everdina barones van Goltstein, vrouwe van Vanenburg (1829-1917); trouwde in 1856 met Frederik Willem Jacob van Aylva baron van Pallandt (1826-1906), lid Tweede Kamer, kamerheer-ceremoniemeester van de koning
                - Mr. Willem baron van Goltstein van Oldenaller, heer van Oldenaller (1831-1901), lid Tweede Kamer, lid Hoge Raad van Adel, minister van Koloniën; trouwde in 1863 met jkvr. Agneta Cornelia Hugonia Boreel (1839-1924), dame du palais van koningin Emma. Daarna gaat Oldenaller over op haar verre neef jhr. Victor Eduard Anthon Boreel, heer van Oldenaller (1871-1957), opperhofmaarschalk, grootofficier en kamerheer i.b.d. van koningin Juliana

              - Mr. Jan Carel baron van Goltstein (1794-1872), voorzitter Tweede Kamer, lid Eerste Kamer der Staten-Generaal, minister van Staat, minister van Buitenlandse Zaken
              - Mr. Philip Hendrik Benjamin baron van Goltstein (1802-1879)
                - Benjamina Anna Frederica Alexandrina barones van Goltstein (1828-1868); trouwde in 1855 met mr. Antoine Jacob Willem Farncombe Sanders (1833-1896), lid Tweede Kamer der Staten-Generaal